# Bourletiella coeruleovernalis
Bourletiella coeruleovernalis is een springstaartensoort uit de familie van de Bourletiellidae. De wetenschappelijke naam van de soort is voor het eerst geldig gepubliceerd in 1995 door Nayrolles.